# Gudrun Thiele
Gudrun Thiele (* 1944) ist eine deutsche Journalistin, Programmsprecherin, Moderatorin und Autorin.

## Leben
Thiele war von 1966 bis 1991 für das Fernsehen der DDR tätig. Zunächst absolvierte sie eine Sprecherausbildung als Redaktionsassistentin im Studio Halle. Seit 1969 sprach sie als Ansagerin im DDR-Fernsehen, wobei sie vor allem das Früh- und Vormittagsprogramm des Senders DDR 1 gestaltete. Danach wechselte sie als Journalistin für das DDR-Fernsehen ins Berliner Studio.
Von 1981 bis 1991 moderierte sie die Ratgebersendung Du und Dein Haustier. In den Jahren 1990 und 1991 moderierte sie zusätzlich die Sendung Gudruns Tierquiz, für die sie auch die Drehbücher schrieb. Nach der Wende wurden beide Sendungen abgesetzt und Thiele zog sich zunächst ins Privatleben zurück.
Ab 1988 war sie in zweiter Ehe verheiratet. Ihr zweiter Mann starb jedoch bereits 1989 an Krebs.
2009 erschien ihr Buch Prinzessin auf vier Pfoten: Katzengeschichten. Sie sprach auch die im gleichen Jahr veröffentlichte Hörbuchfassung ein.
Gudrun Thiele lebt in Berlin.

## Werke
- Prinzessin auf vier Pfoten: Katzengeschichten. München, LangenMüller, 2009, ISBN 978-3-7844-3199-4